# 二次電池
二次電池（にじでんち）は、充電を行うことにより繰り返し使用することが出来る電池（化学電池）のことである。充電池（じゅうでんち）、蓄電池（ちくでんち）ともいう。

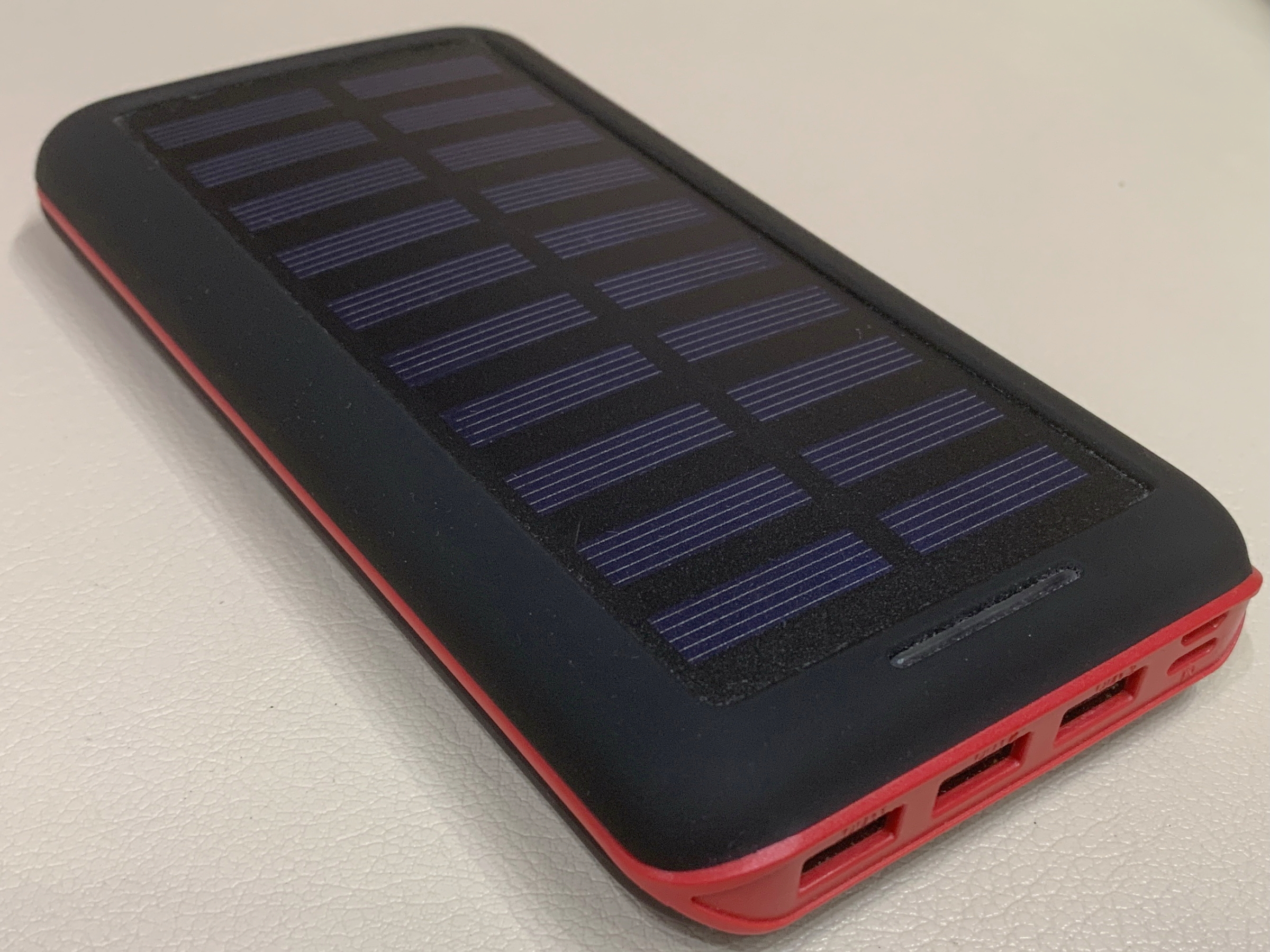
ソーラー充電が可能なモバイルバッテリー

## 概要
二次電池は、使用していなくても時間と共に蓄えた電気が徐々に失われる（自然放電）ため、長期保存後に使用する前には充電を行った方がよい。自然放電の大小は二次電池の種類や保存状態などによって異なる。
化学電池では充電、放電をするためには、金属が酸化還元するイオン化傾向を利用して酸化還元電位を発生させる。（鉛蓄電池の場合、鉛の電極を、希硫酸でつなぐと電力と水が発生し、電位が下がる）
電極をつなぐ物質を電解質という。通常は酸化還元作用のある液体が使われる。さらに、固体の電解質で、正負両極をつなぐことで、安定・安全な電池が作れると研究されている。電池の名称は全固体電池という。近年はこの全固体電池が次世代電池として注目されている。
新原理の半導体二次電池では、エネルギー準位に電子を捕獲し充電を行う。全固体の二次電池であり電解液、電解質自体が不要である（化学電池ではなく物理電池に属する）。

## 名称
近年、関連業界および一般流通分野では、「充電式電池」の略称して充電池（じゅうでんち）と呼ぶようになってきており、製品名としても見られる。さらに一般流通分野、特に家庭向けとしてリチウムイオンバッテリーが充電池の名称で販売された結果、自動車などに搭載するような大型のものを蓄電池、単三などの小型のものを充電池と使い分ける語法ができた。
日本語における外来語であるバッテリーという言葉の意味は、特にリチウムイオンバッテリーの普及以降、一般にはスマートフォンなどをはじめとしたモバイル端末やその他、ワイヤレススピーカーを含む無線のアクセサリ等に内蔵するリチウムイオンバッテリーを指し、転じてバッテリー残量のことを指す場合もある。つまり一般に、「バッテリーがなくなった」と言う場合、「充電がなくなった」と同様に実際は「バッテリー残量がなくなった（少なくなった）」を意味することがほとんどである。

## 特性
- 公称電圧
- 放電容量
- 重量エネルギー密度
- 充電効率
- サイクル寿命
- 保存寿命（自然放電）

## 分類

### 一般型
- 鉛蓄電池
- リチウムイオン二次電池
- ナトリウムイオン二次電池
- 全固体電池
- ニッケル・水素蓄電池
- ニッケル・カドミウム蓄電池
- ニッケル・鉄蓄電池 （エジソン電池）
- ニッケル・亜鉛蓄電池
- 酸化銀・亜鉛蓄電池
- コバルトチタンリチウム二次電池

### 液循環型
- レドックス・フロー電池
- 亜鉛・塩素電池
- 亜鉛・臭素電池

### メカニカルチャージ型
- アルミニウム・空気電池
- 空気亜鉛電池
- 空気・鉄電池

### 高温動作型
- ナトリウム・硫黄電池
- リチウム・硫化鉄電池

### 電子トラップ型
- 半導体二次電池

### 電解質による分類
- 水系電解質 通常の二次電池に使用される
- 非水系電解質 イオン伝導性のある有機溶媒を使用する。水の電気分解する電圧よりも高電圧の充放電が可能
- 高分子固体電解質 スルホ基を持つイオン交換膜を使用する
- 溶融塩電解質 溶融状態でイオン伝導性を持つ
- 固体電解質 高温でイオン伝導性を持つ
- βアルミナ固体電解質 高温でアルカリ金属やアルカリ土類金属のイオン伝導性を持つ

## 比較
以下は各種二次電池の比較を示す。
| 種類                                 | 公称電圧 | エネルギー密度 | エネルギー密度 | エネルギー密度 | 出力対重量比 | 充放電効率 | エネルギーコスト | 自己放電率 | 耐用充放電サイクル数 | 耐用年数                  |
| 種類                                 | (V)      | (MJ/kg)        | (Wh/kg)        | (Wh/L)         | (W/kg)       | (%)        | (Wh/US$)         | (%/月)     | (回)                 | (年)                      |
| ------------------------------------ | -------- | -------------- | -------------- | -------------- | ------------ | ---------- | ---------------- | ---------- | -------------------- | ------------------------- |
| 半導体二次電池（電子トラップ）       | 1.5-3    |                | 190-1200       | 500-1800       | 3100         |            |                  |            | 100,000              |                           |
| 鉛蓄電池                             | 2.1      | 0.11-0.14      | 30-40          | 60-75          | 180          | 70%-92%    | 5-8              | 3%-4%      | 500-800              | 3 (自動車用), 20 (定置式) |
| 制御弁式鉛蓄電池                     | 2.105    |                |                |                |              |            |                  |            |                      |                           |
| ニッケル・鉄蓄電池                   | 1.2      | 0.18           | 50             |                | 100          | 65%        | 5-7.3            | 20%-40%    |                      |                           |
| ニッケル・カドミウム蓄電池           | 1.2      | 0.14-0.22      | 40-60          | 50-150         | 150          | 70%-90%    |                  | 20%        | 1500                 |                           |
| ニッケル・水素蓄電池                 | 1.2      | 0.11-0.29      | 30-80          | 140-300        | 250-1000     | 66%        | 1.37             | 20%        | 1000                 |                           |
| ニッケル・亜鉛蓄電池                 | 1.7      | 0.22           | 60             | 170            |              |            | 2-3.3            |            |                      |                           |
| リチウムイオン二次電池               | 3.6      | 0.58           | 160            | 270            | 1800         | 99.9%      | 2.8-5            | 5%-10%     | 1200                 | 2-3                       |
| リチウムイオンポリマー二次電池       | 3.7      | 0.47-0.72      | 130-200        | 300            | 3000+        | 99.8%      | 2.8-5.0          |            |                      | ~0.5                      |
| リン酸鉄リチウムイオン電池           | 3.25     |                | 80-120         | 170            | 1400         |            | 0.7-1.6          |            | 2000+                |                           |
| リチウム・硫黄電池                   | 2.0      |                | 400            |                |              |            |                  |            |                      |                           |
| チタン酸リチウム電池                 | 2.3      |                | 90             |                | 4000+        | 87-95%r    | 0.5-1.0          |            | 9000+                | 20+                       |
| Li箔                                 | ?        |                |                | 350            | 959          | 6000       | ?p               |            | 40000                |                           |
| 亜鉛・臭素電池                       |          |                |                |                |              |            |                  |            |                      |                           |
| レドックス・フロー電池（バナジウム） | 1.15-1.6 |                | 25-35          | 15-25          |              |            |                  |            | >10000               | 10-20                     |
| ナトリウム・硫黄電池                 |          |                |                |                |              | 89%-92%    |                  |            |                      |                           |
| 溶融塩電池                           |          |                | 70-110         |                | 150-220      |            | 4.54             |            | 3000+                | 8+                        |
| スーパーイオン電池                   |          |                |                |                |              |            |                  |            |                      |                           |
| 酸化銀・亜鉛蓄電池                   |          |                | 130            | 240            |              |            |                  |            |                      |                           |
| 充電式アルカリ電池                   | 1.5      |                |                |                |              |            |                  |            |                      |                           |

## 利用例
二次電池は自動車や航空機、農業機械など各種車両のほか、ノートパソコンやデジタルカメラ、携帯電話などのさまざまな機器に幅広く利用されている。
（主要な例）
- 車両 - 電装品用のほか動力用（電気自動車、電動二輪車、蓄電池電車）としても
  - 自動車（乗用車、商用車）、二輪車、電動アシスト自転車、建設機械、農業機械など
  - 鉄道車両
  - 遊具、模型、ラジコンなど
- 工具
  - ドライバーからチェーンソーまで多数
- 照明（投光機、作業灯など）
- 電力供給用
- 無停電電源装置
  - 発電所 - 再生可能エネルギー蓄電用
- 家電製品
  - 掃除機、除雪機、芝刈り機など多数
  - 携帯機器
    - ノートパソコン、デジタルカメラ、携帯電話、スマートフォンなど多数

特に携帯機器の場合、蓄電容量が重要な製品仕様の重要な要素となることも多い。サイズ上の制約を強く受け、できる限り小型軽量、かつ大きな容量を備えると言う相反した要求がある。蓄蔵エネルギーを高密度化すると言う点で二次電池の技術革新を後押ししている面がある。

### 外部バッテリー
充電可能な内蔵バッテリーを採用している製品では、電池パックの部分が取替可能になっている場合が多くある。電池パックの経年劣化により性能が十分でなくなった時に交換したり、あるいは単一では使用のうえで容量が不足する場合に複数の電池パックを準備して使用することもある。電池パックは通常その製品に特化した専用の物を使用するが、純正またはサードパーティー製品として販売されている場合もある。本体に適合し保証のある物を使用しないと、故障や発火など重大なトラブルに繋がる場合がある。

### モバイルバッテリー

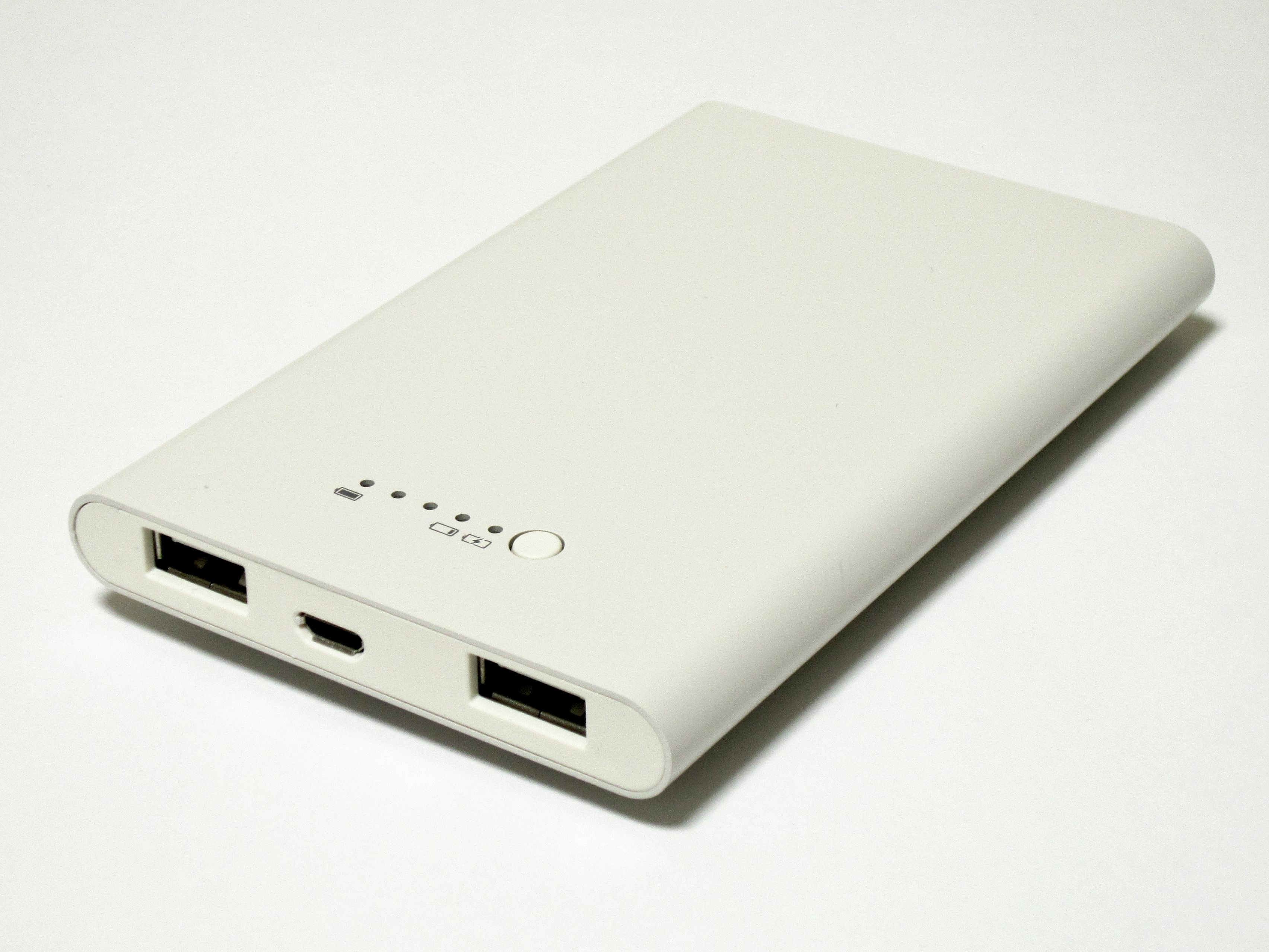

携帯電話やスマートフォンの普及に伴い、日常的に使用するそれらの機器が、内蔵電池では容量不足となる機会も増えた。そのため、携行に適した形状でUSBタイプの汎用端子により充電可能な二次電池である「モバイルバッテリー」が広く利用されるようになった。「モバイルバッテリー」は和製英語であり、英語圏では「パワーバンク」(Powerbank)と呼ばれることが多い。
日本でモバイルバッテリーが普及した契機は、2007年（平成19年）12月に三洋電機（現パナソニック）が発売した『eneloop mobile booster（モバイルブースター）』であった。携帯電話やデジタルカメラ、携帯型ゲーム機（PSPなど）を屋外で充電できる利便性が話題となった。翌2008年（平成20年）のiPhone 3Gの発売や、2011年（平成23年）3月の東日本大震災に伴い、緊急時の充電機として注目された。当時は競合機器が少なく、またeneloopのブランド力が高かったことから「モバイルバッテリーといえば『モバイルブースター』」と認識され、製品名を略した「モバブ」がモバイルバッテリー全般の略称として用いられるほどであった。
同国では特に前述の東日本大震災の影響によってモバイルバッテリーの販売数は大きく伸び、2011年3月から翌2012年12月までの期間においては、前年比で350%以上もの売り上げを記録した。2010年3月の販売数に対して2013年3月のそれは95.2倍にも達するほどであり、「スマートフォンの定番アクセサリ」として定着した。さらに2016年（平成28年）7月に同国でサービスを開始した位置情報ゲームアプリ「ポケモンGO」の影響によっても売れ行きを伸ばした。一方で普及に伴い発火などの事故も増加しており、消費者庁には2013年6月からの6年間で162件の事故情報が寄せられた。そのような事情から2018年より電気用品安全法の規制対象となり、2019年からは同法に基づきPSEマークがないものの流通が禁止された。しかしその後も、日本国内の基準を満たさない海外製のモバイルバッテリーによる発火事故は後を絶たない状況であり、規制強化が検討されている。
2018年現在、モバイルバッテリーには上述のリチウムイオン二次電池を用いる場合が大半なので、飛行機内持ち込み時の計算には、3.7Vを表示されているmAh数を乗ずることで、電力定格量（Wh）を算出できる（ニッケル・水素充電池の場合は1.2V）。
スマホアプリを用いたモバイルバッテリーのレンタルサービスも存在する。これはスマホアプリでレンタルするモバイルバッテリーがある専用の台にあるQRコードを読み取るとモバイルバッテリーがレンタルされ、台にスロットの空きがあれば借りた場所にかかわらずどこでも返却可能となっており、返却したタイミングでレンタル料金が発生する。料金は一定の時間ごとに異なり、支払い方法はクレジットカードのほか、PayPayなどのキャッシュレス決済サービスが設定されている。2017年4月に香港の実業家デイヴィス・チャンがチャ・チャ・ステーション（Cha Cha Station）というモバイルバッテリーのレンタルサービスを開始。2018年4月に香港を含めブランド名をChargeSPOTに変更し、日本でも「日本初の持ち運び可能なスマホ充電器シェアリングサービス」として同年4月19日からサービスを開始。その後、同年7月でも東電EPが同様のモバイルバッテリーレンタルサービス「充レン」のサービスを開始した。
なお、USBはもともと高アンペア（1A〜）の電力供給用に設計された規格ではなかったので、USB 1.x/2.0を備えるもので規格電流を超えるものについては各メーカー/製品毎の独自規格であり、適合性や保証に関して注意が必要である。
航空機への搭載は各規制がある。航空旅客便については160Whを上限としたリチウムイオン二次電池を機内への持ち込みのみ可としている(100Wh以下は個数無制限、100Whを超え160Wh以下は2個まで)。宅配便では航空機を使っての輸送ができず、その場合は陸路や船便を利用している。
2025年7月8日より国土交通省からの通達による協力要請事項にて、機内持ち込みの場合に上部の荷物棚に入れないようにすることと使用の際は常に状況が確認できるようにするように呼びかけられた。
なお、これは協力要請であり違反しても罰則はない。モバイルバッテリーを預け入れ手荷物に入れる行為、160Whを超えるモバイルバッテリーの持ち込みには航空法違反にて2年以下の拘禁、または100万円以下の罰金に処される可能性がある。

### ポータブル電源

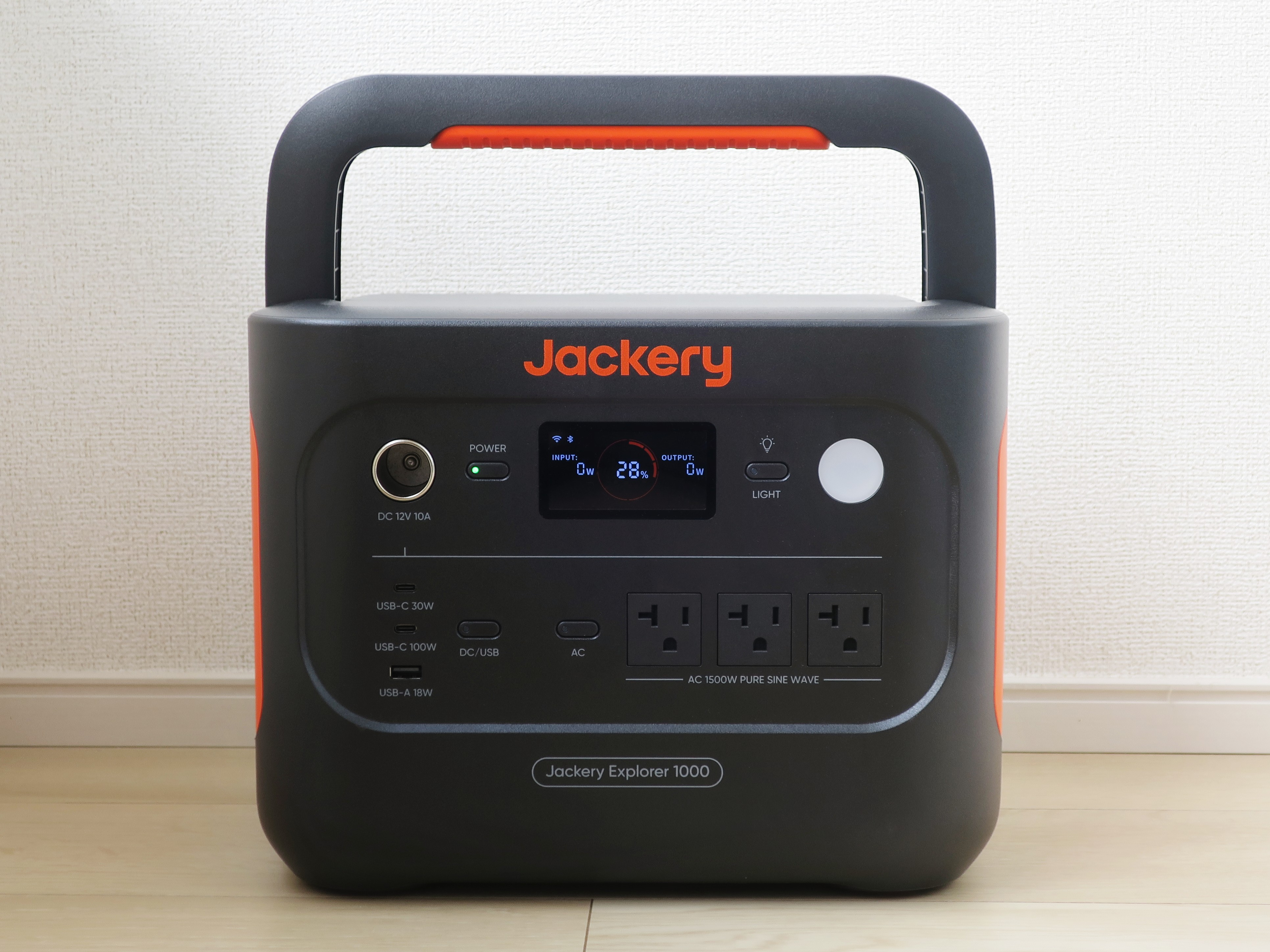
ポータブル電源（Jackery製）

モバイルバッテリーよりも大型・大容量の蓄電池を内蔵し、AC100V・DC12V・USBなどの電源端子を備え、モバイル機器だけでなく家庭用電化製品も使用可能なバッテリー。

## 回収・リサイクル
小型二次電池および小型二次電池使用製品は、資源有効利用促進法により、事業者による自主回収および再資源化が義務付けられている。代表的な小型二次電池の共同回収スキームとして JBRC があり、JBRC会員の製品は協力店・協力自治体で回収され再資源化されることでリサイクルされる。JBRC非会員の製品は回収対象外のため、居住自治体のごみ収集に出すが、リチウムイオン二次電池内蔵製品（モバイルバッテリーや携帯ファンなど）のように衝撃による発火の危険から特別な扱いが必要な場合もあるため、詳細についてはごみ担当部局に問い合わせのこと。なお、環境省は各都道府県を通じて市町村に対し、「当該市町村の区域内で発生する家庭から排出される全てのリチウム蓄電池等の回収体制を構築すること」との通知を2025年（令和7年）4月15日に行っている。
また、自動車用の鉛蓄電池に関しては、SBRA(鉛蓄電池再資源化協会)が活動しており会員の製品を排出する事業者に対して回収・リサイクルを行っている。
二次電池を店舗・自治体の回収拠点などへ持ち込む際には危険防止の為に短絡防止の措置などが求められる。なお、この措置は世界的に共通な一般事項である。
電池のリサイクル業者も存在しており、レッドウッド・マテリアルズはリチウムイオン電池のリサイクルを専門としている。
輸送時に「航空機による爆発物等の輸送基準等を定める告示」の制約を受ける。電池のみを航空輸送することは出来ない。
- 充電器の機能の一つである放電機能を使うか、それが無い場合は機器の電源が勝手に切れるまで電源を入れておく事で完全放電させてからリサイクルに出す事を推奨している。